# 岩石圈–軟流圈邊界

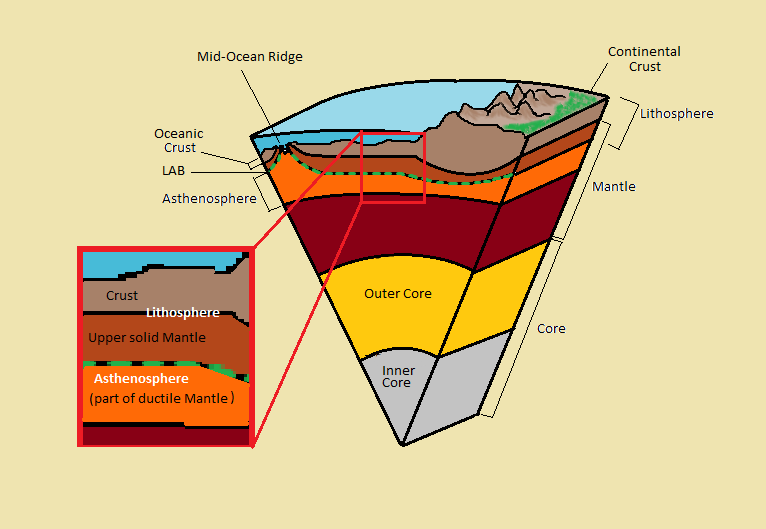
地球内部結構圖

岩石圈-軟流圈邊界（被地球科學家簡稱為LAB ）代表了地球内部構造中岩石圈及軟流圈之間的邊界。地球的内部結構可以用化学（地壳，地函和地核）或機械方法來表示。岩石圈、軟流圈的邊界位於地球較冷、硬的岩石圈和較熱、軟的軟流圈之間，邊界的實際深度仍有爭議並持續研究中，並會隨環境而改變。 

## 定義
該邊界是根據岩石圈和軟流圈的差異確定，包括但不限於粒徑，成分，熱性質和部分融化程度的差異。這些是影響岩石圈和軟流圈流变学差異的因素。 

### 機械邊界層（MBL）
它將機械强度高的岩石圈與相對弱的軟流圈分開。 LAB的深度可以根據岩石表面因施加的力（例如火山）而發生的彎曲來估算。彎曲是觀察機械強度的一種方法，而地震也可以用來分析其「强」和「弱」而找出邊界。地震主要被限制在古寒冷岩石圈内，温度最高可達650°C。 該標準在大洋岩石圈中特别有效，依據岩石的年齡估算其深度的温度非常容易。 使用此定義時，LAB最淺。 MBL很少等同於岩石圈，因为在某些地質活動較活躍的區域，MBL比地殼淺，LAB高於莫氏不連續面。

### 熱邊界層（TBL）
LAB作為熱邊界層（TBL）的定義不是因為温度，而是因為传热的主要原理。岩石圈堅硬，因此無法對流，但下方的軟流層弱得多，得以對流。在此架構中，LAB分隔了兩種传热方式（熱传导、熱對流）。 但是，主要透過软流层的對流傳熱的區域到透過熱傳導的岩石圈的過渡並不一定是突然的，而是涵盖了混合或隨時間而有所變化的廣大區域。熱邊界層的頂部是僅通過傳導傳熱的最深處。 TBL的底部是主要透過對流傳熱的最淺處。在TBL中，熱量是透過傳導和對流以傳遞。

### 流變邊界层（RBL）
LAB是流变边界层（RBL）。地球淺層较冷的温度会影响岩石圈的粘度和硬度。岩石圈中较冷的材料阻止其流动，而软流圈中「较暖」的物質则有助于降低黏度。随着深度的增加，温度的增加被称为地溫梯度，并且在流变边界层内是逐渐变化的。實際上，RBL由地函岩石的粘度下降到〜{\displaystyle 10^{21}Pa\cdot s.} 。 
但是，地函物質是非牛頓流體，即其粘度也取決於形變速率。 這意味着LAB會因受力變化而有所移動。

### 成分邊界層（CBL）
LAB的另一種定義涉及深部地函組成的差異。岩石圈地函是超基性岩，失去了大部分揮發性物質，例如水，钙和铝。 這種現象是地函異岩造成。深度与CBL的底部可以从的量来确定镁橄榄石的样品内橄榄石来自地函萃取。這是因為原始地函部分熔融留下了富含镁的成分，而镁的濃度與該區相匹配的深度是CBL的基礎。 

## 測量LAB深度

### 地震觀測
地震LAB（即使用地震观测法测量）是應用以下觀察來定義的：在低速带（LVZ）上方存在地震快速的岩石圈（或岩石圈盖）。 地震層分析成像研究表明，LAB並非純粹屬於热学，受部分融化影响。  LVZ的成因可以透過多種機制解釋。 确定LVZ是否由部分融化产生的一种方法是使用大地電磁（MT）方法测量作为深度函数的地球電導率。部分熔體会增加電導率，在該情况下，可以将LAB定义为高電阻岩石圈和低電阻软流圈之间的边界。 
由于地函對流引起矿物（例如橄榄石）的排列，從而在地震波中產生可觀測到的各向異性，因此地震LAB的另一個定義是各向異性軟流圈和各向同性（或各向异性的不同模式）岩石圈之间的边界。 
LVZ地震最早是由賓諾·古登堡（Beno Gutenberg）提出的，他的名字有时被用来指代海洋岩石圈下面的LAB的基礎。 在许多研究中，古登堡不連續面與推測的LAB深度互相吻合，并且在较旧的地壳下也发现其更深，因此支持了这种不连续性与LAB密切相关的意見。 地震波的變化間接證明了LAB，S波無法穿透液體，而P波則減速。 
最近的地震學研究表明，在海盆下50至140公里的深度範圍，剪切波速度降低了5％至10％。

### 在海洋岩石圈下

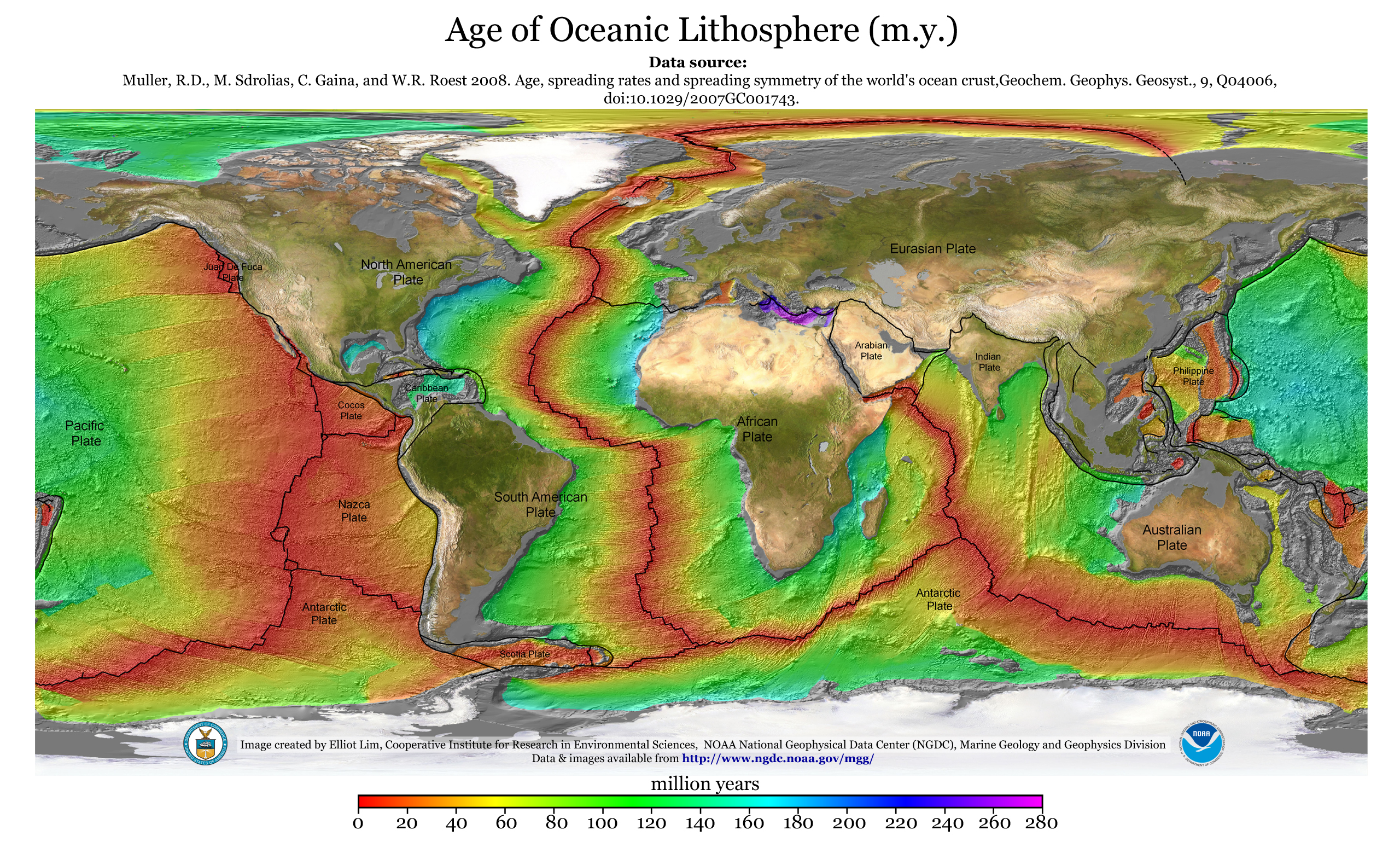
海洋岩石圈年齡。

在海洋地殼之下，除了靠近洋中脊的地方深度不超過新地殼的深度，LAB的深度範圍為50到140公里。 地震證實了海洋板塊確實會隨著年齡而增厚。這意味著大洋岩石圈下的LAB也隨著板塊年齡的增加而加深。来自海洋地震仪的数据表明，太平洋板塊和菲律宾海板块下方存在著與其年齡有關的。  

### 在大陸岩石圈下
大陸岩石圈包含古代穩定的部分，稱為克拉通。在這些地區，LAB的研究特別困難，有證據表明，該古老大陸部分的岩石圈最厚，甚至在克拉通下方顯示出很大的厚度變化， 因此理論上岩石圈厚度和LAB深度取決於其年齡。這些區域（由地盾和地台组成）底下的LAB估計深200到250公里。 显生宙大陆地殼大約100 公里深。 